# كاثي ديفيدسون
كاثي ديفيدسون (بالإنجليزية: Cathy Davidson)‏ هي أكاديمية أمريكية، ولدت في 21 يونيو 1949 في شيكاغو في الولايات المتحدة.

## وصلات خارجية
- الموقع الرسمي